# Сонячний масив (Тернопіль)
Сонячний масив (неофіційна назва — «Бам») — житловий масив у північно-східній частині Тернополя.

## Історія
Житловий масив побудований у 1980-х роках. Народна назва «Бам» — люди назвали масив так, бо його будували такими ж форсованими темпами, як і Байкало-Амурську магістраль (скорочено (БАМ). Забудований масив переважно залізобетонними панельними багатоповерхівками.

## Вулиці, проспекти, бульвари

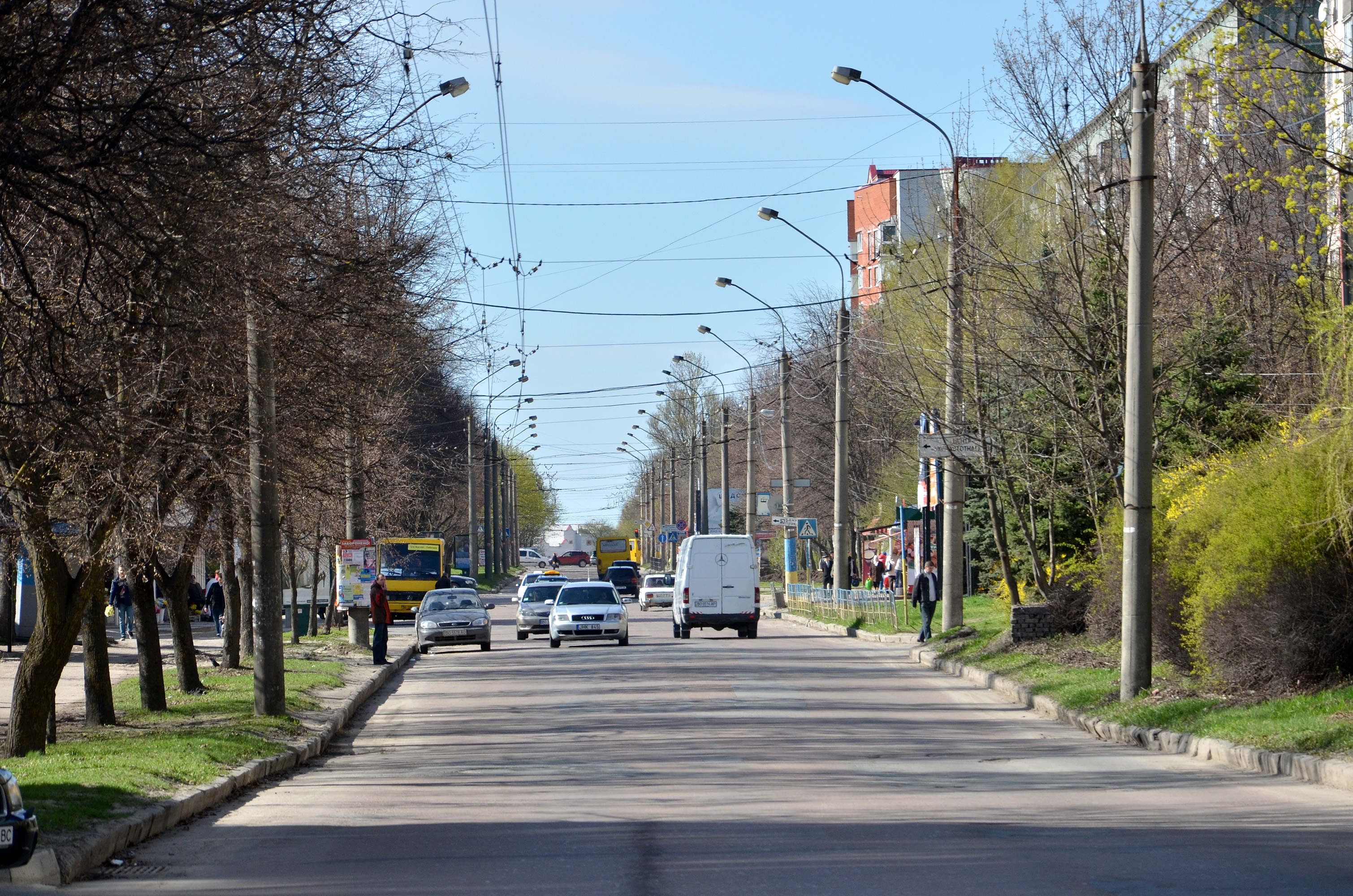
Вулиця Київська

- 15 квітня
- Братів Бойчуків
- Патріарха Любомира Гузара
- Захисників України
- Злуки
- Київська
- Пантелеймона Куліша
- Богдана Лепкого
- Олександра Смакули
- Генерала Мирона Тарнавського

## Освітні заклади

### Дошкільні заклади
- Дитячий садок № 7, Стуса, 6
- Дитячий садок № 9, 15 Квітня, 33
- Дитячий садок № 14, Київська, 1А
- Дитячий садок № 21, Вишневецького, 6
- Дитячий садок № 22, Лепкого, 1
- Дитячий садок № 23, Лепкого, 13
- Дитячий садок № 30, Петлюри, 5
- Дитячий садок № 31, Злуки, 15А

### Школи
- Тернопільська загальноосвітня школа № 11, Тарнавського, 6
- Тернопільська загальноосвітня школа № 19, Братів Бойчуків, 2
- Тернопільська загальноосвітня школа № 20, Братів Бойчуків, 4
- Тернопільська загальноосвітня школа № 21, Злуки, 51
- Тернопільська загальноосвітня школа № 22, Петлюри, 8
- Тернопільська загальноосвітня школа № 26, Куліша, 9
- Тернопільська загальноосвітня школа № 27, Куліша, 7
- Тернопільська загальноосвітня школа № 28, Вишневецького, 8
- Тернопільська спеціалізована школа № 29, Вишневецького, 10
- Тернопільський технічний ліцей, Купчинського, 5А
- Тернопільська музична школа № 2 імені Михайла Вербицького, Пушкіна, 4
- Тернопільська дитяча художня школа імені Михайла Бойчука, Бойчуків, 3А
- Навчально-реабілітаційний центр, Бойчуків, 6

### Виші
- Технічний коледж Тернопільського національного технічного університету імені Івана Пулюя

## Храми
- Церква святого апостола і євангеліста Івана Богослова (УГКЦ)